# Roca Horror
La Roca Horror(54°31′S 37°11′O / -54.517, -37.183) es una roca ubicada a unos 6 kilómetros al oeste de la punta Sudoeste de la isla Annenkov, del archipiélago de las Georgias del Sur. 
Fue nombrada por el Comité Antártico de Lugares Geográficos del Reino Unido por descubrimiento de la roca por el HMS Owen el 21 de febrero de 1961. La nave evitó golpear la roca con mal tiempo y baja visibilidad.